# 機利文新街
機利文新街（英語：Gilman's Bazaar）是香港香港島一條馬路，為知名食街，有20多間食肆，包括快餐、外賣、日本料理、茶餐廳、蛇王及餅店等。

## 鄰近
- 中環中心
- 機利文街
- 德輔道中
- 皇后大道中